# Sandersleben (Anhalt)
Sandersleben (Anhalt)è una frazione della città tedesca di Arnstein, nella Sassonia-Anhalt.
Fino al 31 dicembre 2009 ha costituito una città autonoma. A partire dal 1º gennaio 2010 si è unita ai comuni di Alterode, Bräunrode, Greifenhagen, Harkerode, Quenstedt, Stangerode, Sylda, Ulzigerode e Welbsleben per costituire la nuova città di Arnstein.